# Парфенопей
Парфенопей (др.-греч. Παρθενοπαῖος) — персонаж древнегреческой мифологии из Аркадии. Сын Меланиона и Аталанты (либо Аталанты и Ареса, либо сын Талая). По версии, сын Аталанты (дочери Иасия) от Мелеагра, которого она подбросила на гору Парфений одновременно с Телефом, воспитан пастухами. Был очень красив. Вырос в Аргосе. Был спутником Телефа и вместе с ним прибыл в Мисию, где они победили Идаса.
Победил на Немейских играх в стрельбе из лука. Участник состязаний в беге на Немейских играх. Один из Семерых против Фив. Стоял у Бореевых ворот, Либо у Неитских ворот, либо стоял у ворот Электры. Убит в бою Амфидиком (Асфодиком?) либо (согласно Еврипиду) Периклименом. Согласно эпической «Фиваиде», убит Периклименом. Согласно Стацию, убит Дриантом.
Отец или брат Тлесимена. Действующее лицо трагедий Астидаманта Младшего и Спинфара «Парфенопей».